# Rhyacophila occulta
Rhyacophila occulta là một loài Trichoptera hóa thạch trong họ Rhyacophilidae.